# Picasso Branch
A Picasso Branch nevű popegyüttes 1999 januárjában alakult. Az együttes megalakulása Kozso nevéhez fűződik. Az Álmodj rólam című maxilemez után jelent meg a Picasso Branch debütáló albuma 1999 májusában. A második kislemez 1999 szeptemberében jelent meg. Romantikus stílusú volt a hangzása, többek közt ezen az albumon jelent meg a Belehalok, ha Te nem szeretsz című dal is.

## Története
Az eredeti elképzelés szerint egy Wham! típusú duó lett volna, amelyet a castingon kiválasztott Bebe (a Back II Black énekese) és Ricky alkottak volna. Nem sokkal később a producer úgy döntött, hogy csinál egy másik öttagú fiúcsapatot a Shygys mellé. Ekkor került a csapatba Tommy G. (Száraz Tamás), Mark és Tim. 2000 májusában az együttesen belül tagcsere történt. Ezek után jelent meg a Picasso Branch 2. című lemez. Ezt a lemez a Gyere még című kislemez követte. A dalhoz készült videóklipet milánói modellekkel forgatták az együttes tagjai. 2000 végén jelent meg a második maxilemezük, Soha ne add fel címmel.
2001-ben újabb tagcsere történt, majd májusban megjelent a harmadik kislemezük, Várj címmel. 2000 szeptember végén készült el a harmadik lemez Minden pillanat címmel. 2001 októberében készült el a Veled álmodtam című maxilemez, majd 2002-ben az együttes végleg feloszlott.

## A Picasso Branch lemezei
- Álmodj rólam (1999)
- Picasso Branch (1999)
- Picasso Branch 2. (2000)
- Várj! (2000)
- Minden pillanat (2001)